# 片马蒿
片马蒿（学名：Artemisia zayuensis var. pienmaensis）为菊科蒿属下的一个变种。